# Ischnocnema hoehnei
Ischnocnema hoehnei es una especie de anfibio anuro de la familia Brachycephalidae.

## Distribución geográfica
Esta especie es endémica del estado de São Paulo en Brasil. Habita entre los 800 y 1200 m de altitud en la Serra de Paranapiacaba en la Serra do Mar.

## Etimología
Esta especie lleva el nombre en honor a Frederico Carlos Höhne.

## Publicación original
- Lutz, 1958 : Anfíbios novos e raros das serras costeiras do Brasil. Eleutherodactylus venancioi n.sp., E. hoehnei n.sp. Holoaden bradei n.sp. e H. luderwaldti Mir. Rib., 1920. Memorias do Instituto Oswaldo Cruz, vol. 56, n.º 2, p. 373-405[5]